# Breitenhain
Breitenhain è una località della frazione di Breitenhain-Strößwitz che fa parte della città di Neustadt an der Orla, in Turingia, in Germania.
Già comune autonomo è stato incorporato nel comune di Neustadt an der Orla a partire dal 1º dicembre 2010.